# Santon Church

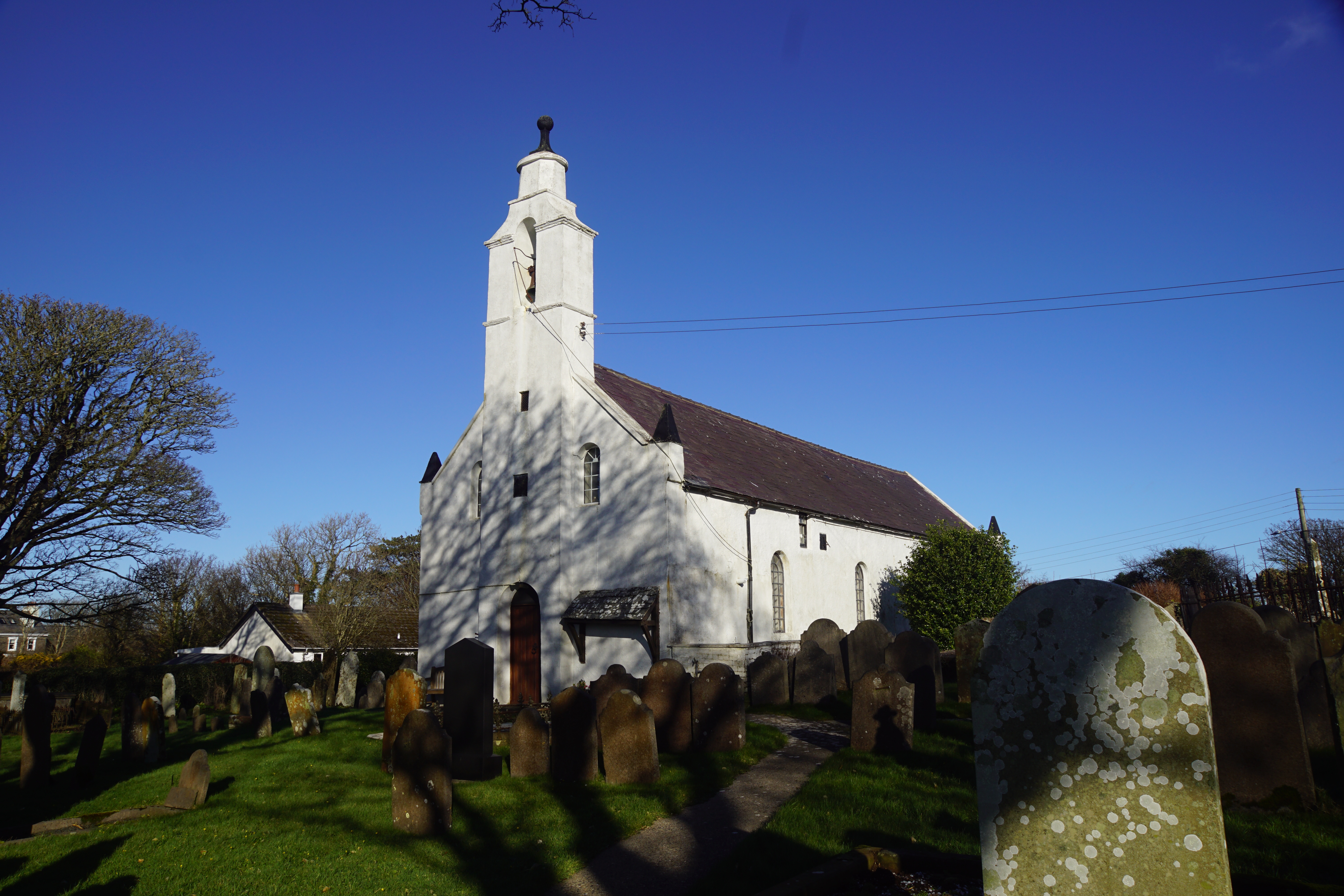
Santon Church.

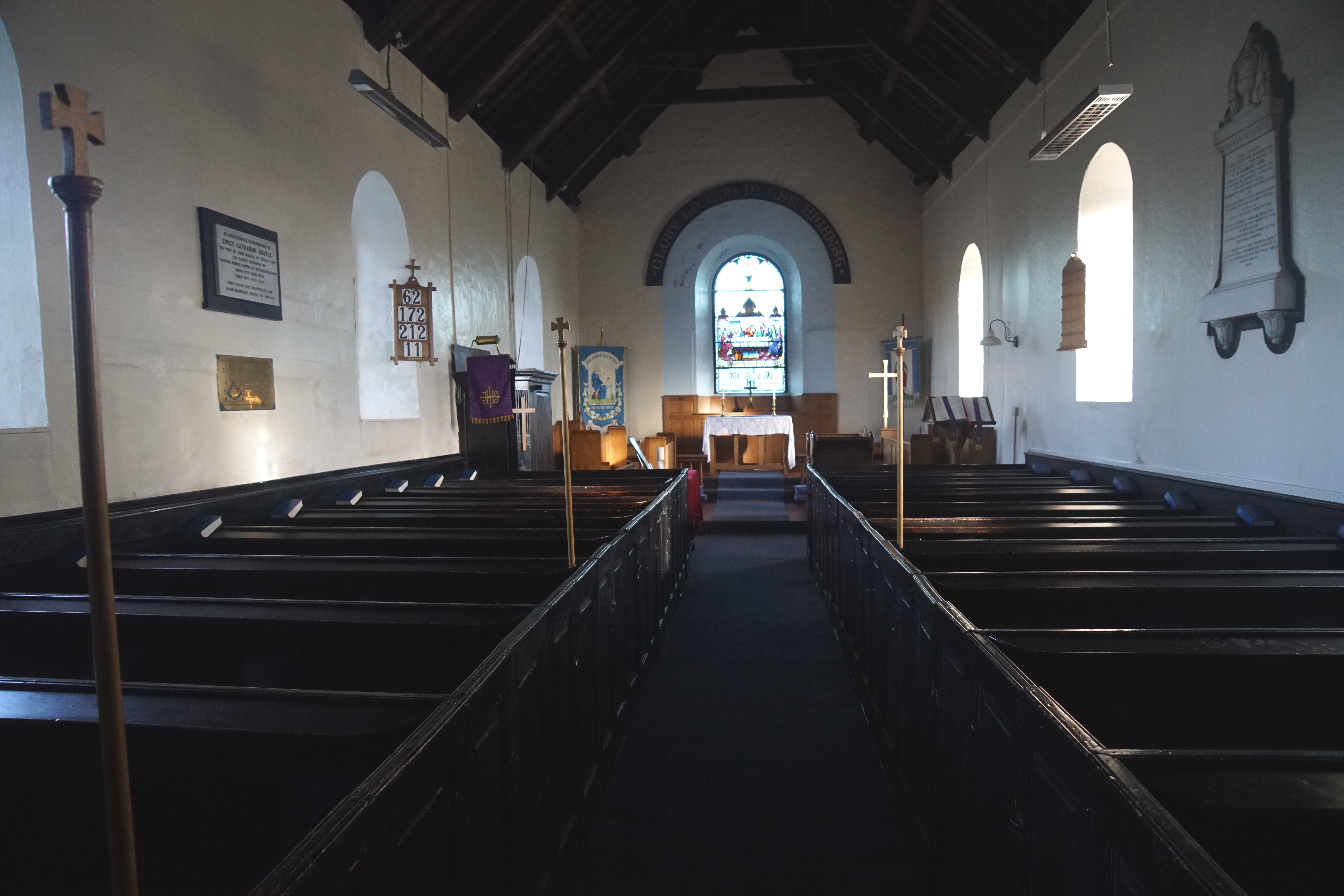
Interieur.

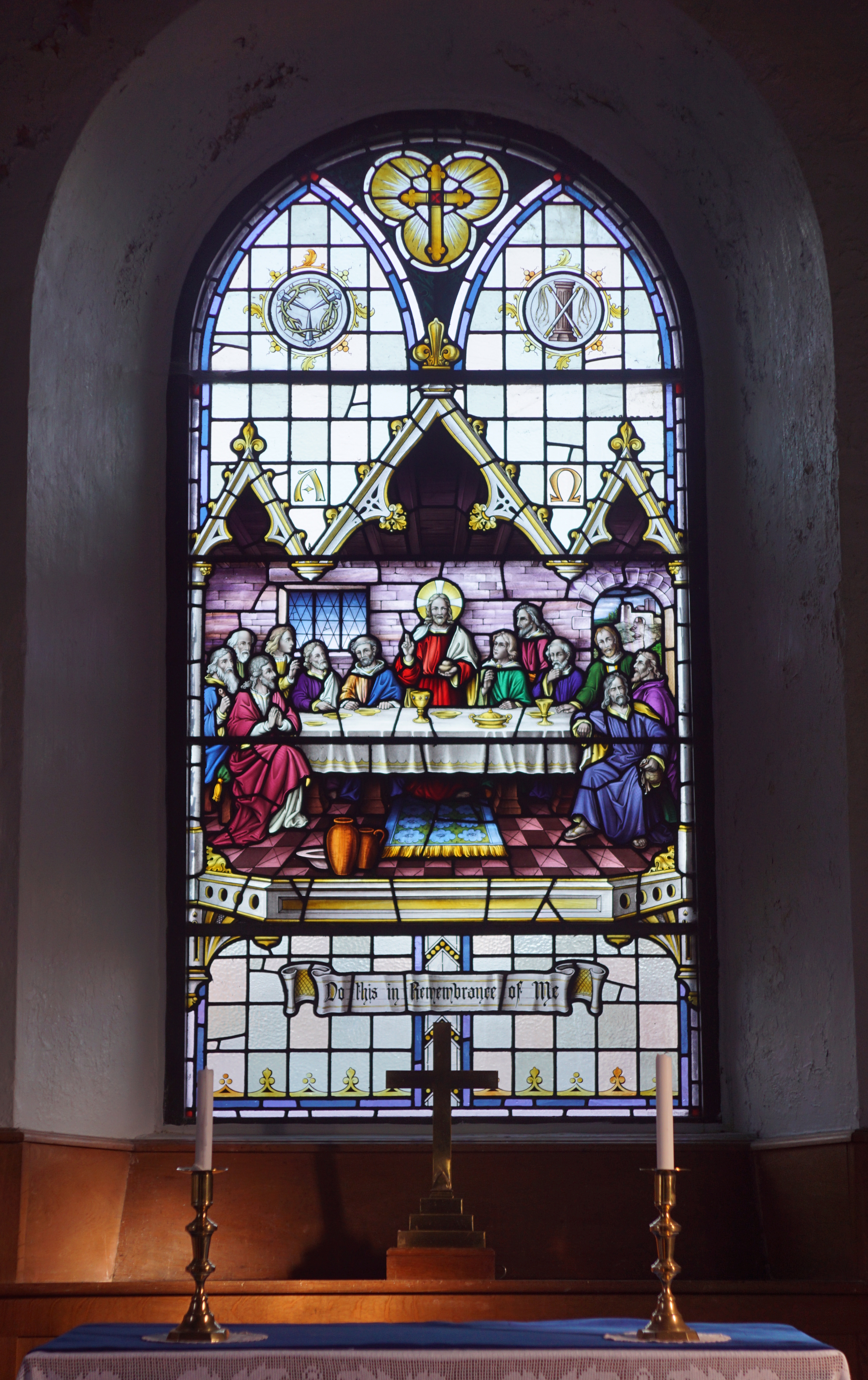
Het enige glasinloodraam in de kerk dateert uit 1952.

Santon Church, ook Santon Parish Church, Santan Church, Kirk Santan en Church of St Sanctain, is een achttiende-eeuwse kerk, gelegen in de parish Santon op het eiland Man. De kerk is gewijd aan de Welshe of noord-Britse missionaris Sanctain. In de achttiende en negentiende eeuw werd de kerk abusievelijk toebedeeld aan Sint Anne.

## Geschiedenis
Santon Church werd grotendeels herbouwd in het eerste kwartaal van de achttiende eeuw.  De noordelijke muur stamt uit 1703, de zuidelijke muur uit 1715, de westelijke gevel met klokkentorentje uit 1725 en een uitbreiding uit 1727. In 1774-1778 werden de muren met 1,5 meter verhoogd en werd een nieuw dak aangebracht.

## Beschrijving
Santon Church ligt aan een zuidelijke zijweg van de Old Castletown Road. Santon Church heeft een rechthoekige plattegrond en is west-oostelijk georiënteerd. Op de gevel aan het westelijk uiteinde staat een open klokkentoren met bovenop een bolvormige versiering. Op de hoeken van het gebouw zijn kleine torentjes aangebracht. Het interieur van de kerk is grotendeels Georgiaans, vooral het schip. De westelijke galerij stamt uit 1785 door John Caine met steunpilaren uit 1840. Het koor werd vernieuwd in 1932 waarbij de banken werden verwijderd en rode tegels werden gelegd.
De communierailing stamt uit de vroege achttiende eeuw; de communietafel uit 1956 is van Kelly Bros. De preekstoel is Georgiaans maar niet meer compleet aangezien onder meer de leestafel is verwijderd. De kerkbanken dateren uit 1796. Het octogonale doopvont is van 1857. De sacristie stamt uit 1951. 
Het glasinlood in het oostraam werd gemaakt door Shrigley & Hunt in 1952.
Om de kerk ligt een begraafplaats met voornamelijk graven uit de achttiende eeuw en recenter.

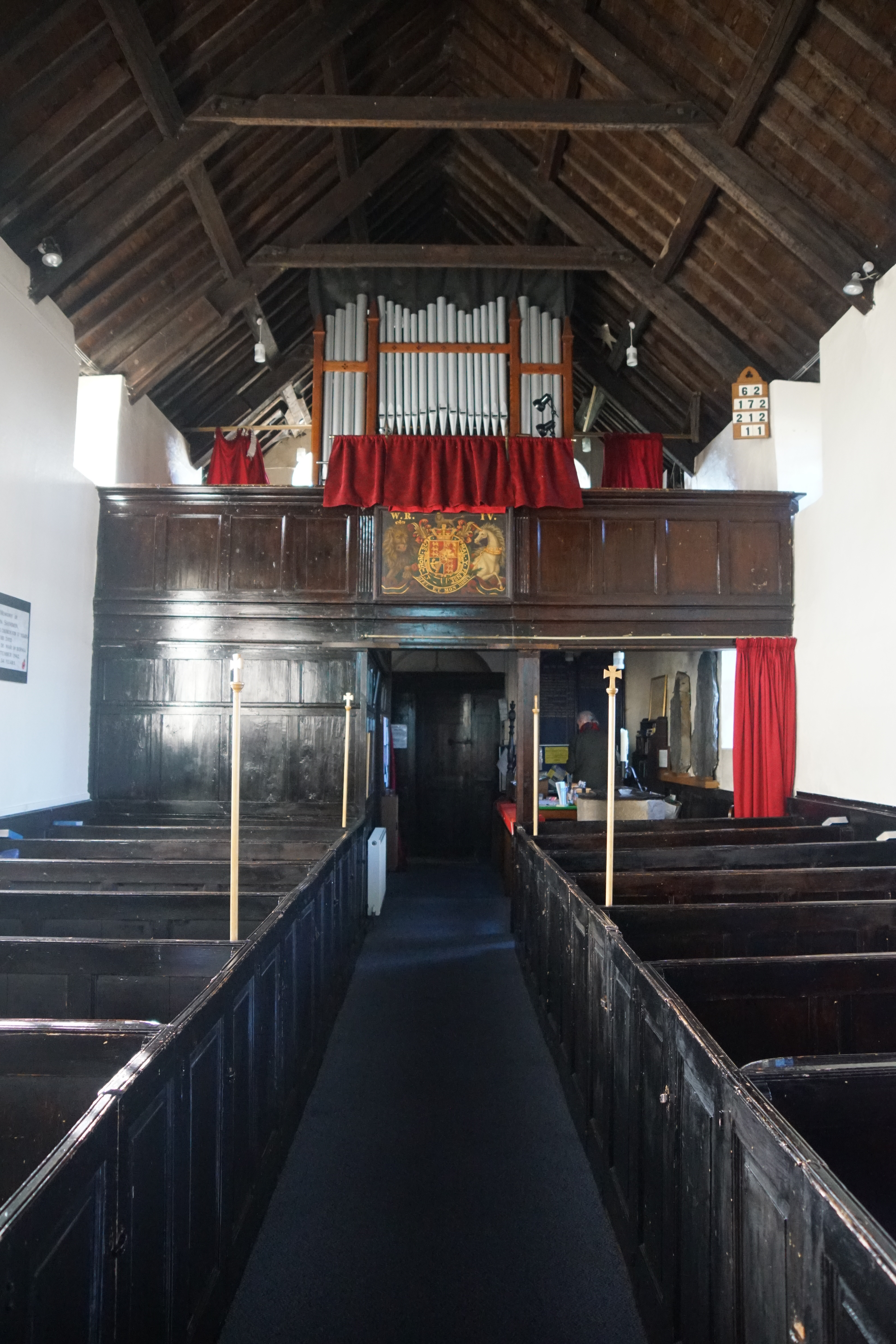
Interieur met westelijke galerij en orgel.

### Kruisen

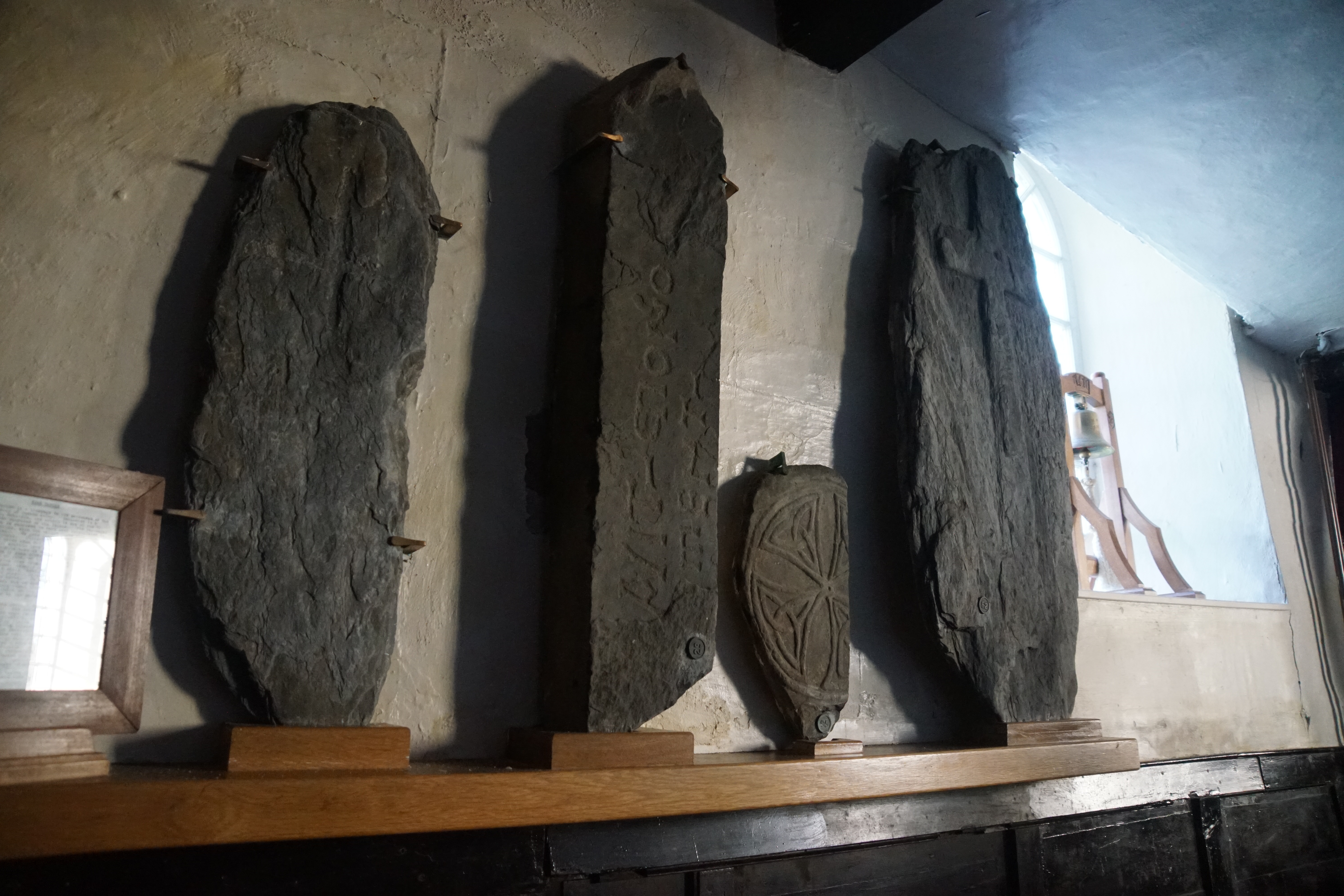
De collectie middeleeuwse kruisen.

In de kerk bevindt zich een verzameling van Viking-grafkruisen. Deze zijn gevonden in de parish Santon. Anno 2024 worden er vier kruisen tentoongesteld. Volgens de nummering van de Manx National Heritage gaat het om de nummers 29, 62, 95 en 199. Nummer 29 is zesde-eeuws; de nummers 62 en 95 stammen uit de achtste of negende eeuw.

#### Avitus Stone
Nummer 29 is ook bekend onder de naam Avitus Stone. De steen stamt uit de late zesde eeuw. De steen werd ontdekt in 1789: de steen werd in de oude kerk gebruikt als drempel van een deur (net als nummer 199). De steen is rechthoekig van vorm en heeft geen versiering. In het Latijn staat de tekst erop: 'Aviti monumenti' te vertalen als 'plek van het monument van Avitus'.

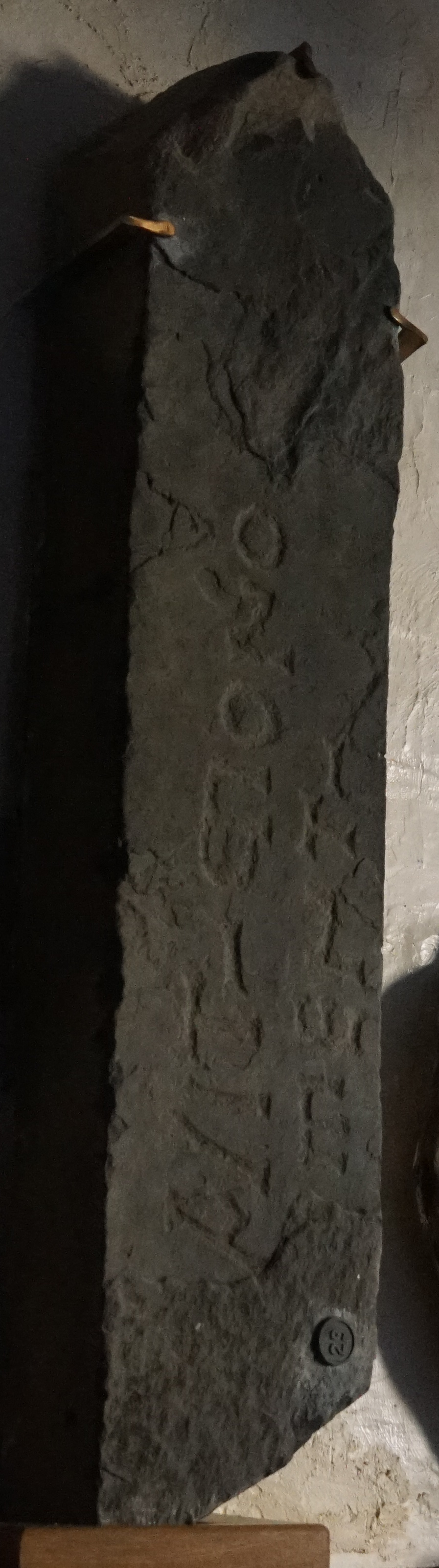
Avitus Stone